# Chimera (materiaal)

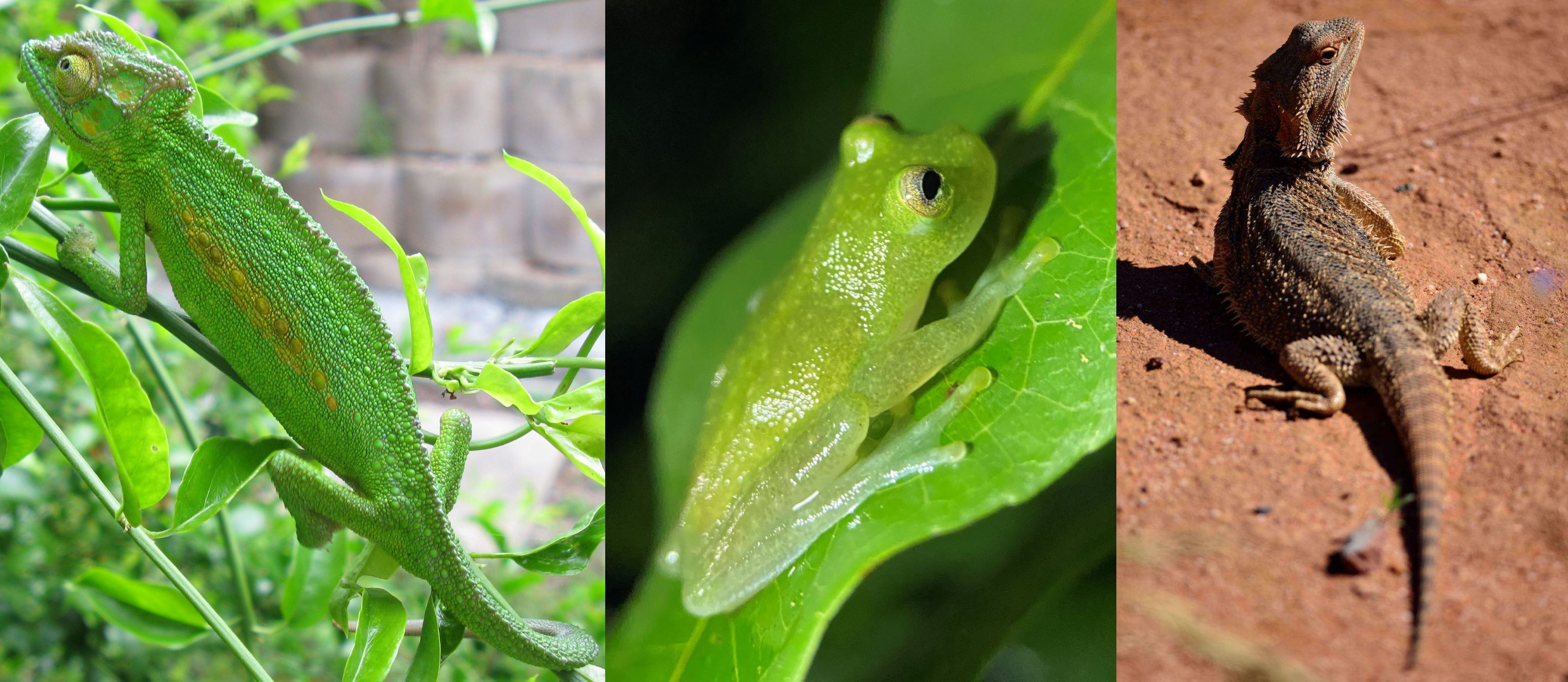
De drie dieren waarvan de camouflage-eigenschappen werden gecombineerd om het metamateriaal te ontwerpen

Chimera is een metamateriaal dat is bedoeld om onzichtbaar te worden voor microgolven, zichtbaar licht en infraroodspectra. Het materiaal heeft het vermogen om elektromagnetische golven om te buigen.

## Ontwikkeling
Op 29 januari 2024 werd in het wetenschappelijke tijdschrift Proceedings of the National Academy of Sciences een studie gepubliceerd waarin wetenschappers van de Jilin-universiteit en Tsinghua-universiteit schreven dat ze het probleem van bestaande camouflages op een bionica-gebaseerde manier hebben benaderd. Voor het ontwerp van het materiaal zijn de eigenschappen van drie koudbloedige dieren gecombineerd:
- De kameleon, die snel van kleur kan veranderen om op te gaan in zijn omgeving;
- De glaskikker, die door zijn transparante huid bijna onzichtbaar wordt tegen de achtergrond;
- De baardagame, die de kleur van zijn huid kan aanpassen door thermoregulatie.

## Toepassingen
Volgens de onderzoekers zijn de potentiële toepassingen van de technologie enorm. Zo kan het in het leger gebruikt worden om dingen of mensen onzichtbaar te maken zodat radars, warmtebeeldcamera's en normale camera's ze niet kunnen zien. Ook kan deze techniek gebruikt worden om dieren in het wild te bestuderen zonder ze te storen, waardoor men meer kan leren zonder invloed op hun natuurlijke gedrag.

## Trivia
- Het metamateriaal is vernoemd naar het gelijknamige mythische wezen, dat ook uit drie verschillende dieren bestaat.